# Isaias Oziel Aguirre
Isaias Oziel Aguirre Gallegos (Monterrey, 20 de agosto de 2002) é um jogador de vôlei de praia mexicano.

## Carreira
No ano de 2017, cursando o terceiro ano do ensino médio era competidor amador de Badmínton e representou  San Nicolás de los Garza.Em 2021, representou a seleção estadual de Nuevo León nos Jogos Nacionais da CONADE e na posição de ponteiro  disputou conquistou o título da Copa Pan-Americana Sub-23 em Santo Domingo, qualificando-se para I edição dos Jogos Pan-Americanos Junior de 2021 e conquistou a medalha de prata. 
Em 2022, conquistou ao lado de Fer Corona o título da III edição do Festival  em Playa Del Carmen, ainda competiu no vôlei de praia, ao lado de Gabriel Cruz no qualificatório em Punta Cana para o Mundial e terminaram na quarta posição,  com Ricardo Galindo esteve no circuito NORCECA nas etapas mexicanas, e com Gabriel Cruz conquistou o vice-campeonato no circuito NORCECA em Punta Cana e terminou em quinto em Varadero.Em 2023, juntos, estrearam no circuito mundial no Challenge de La Paz (México) e no circuito NORCECA terminou em quarto no México e com  Ricardo Galindo'  terminou em quarto em  Punta Cana e na edição do Campeonato Mundial de Vôlei de Praia de 2023 nas cidades mexicanas de Tlaxcala de Xicohténcatl,  Apizaco e Huamantla terminaram em trigésimo sétimo lugar.